# Saint-Flavien
Saint-Flavien es un municipio canadiense situado en la provincia de Quebec.

## Superficie
Saint-Flavien tiene una superficie de 66,16 km².

## Demografía
En 2021, tenía 1619 habitantes, una densidad poblacional de 24,5 hab./km², y 735 viviendas.